# 마루노우치 셔틀

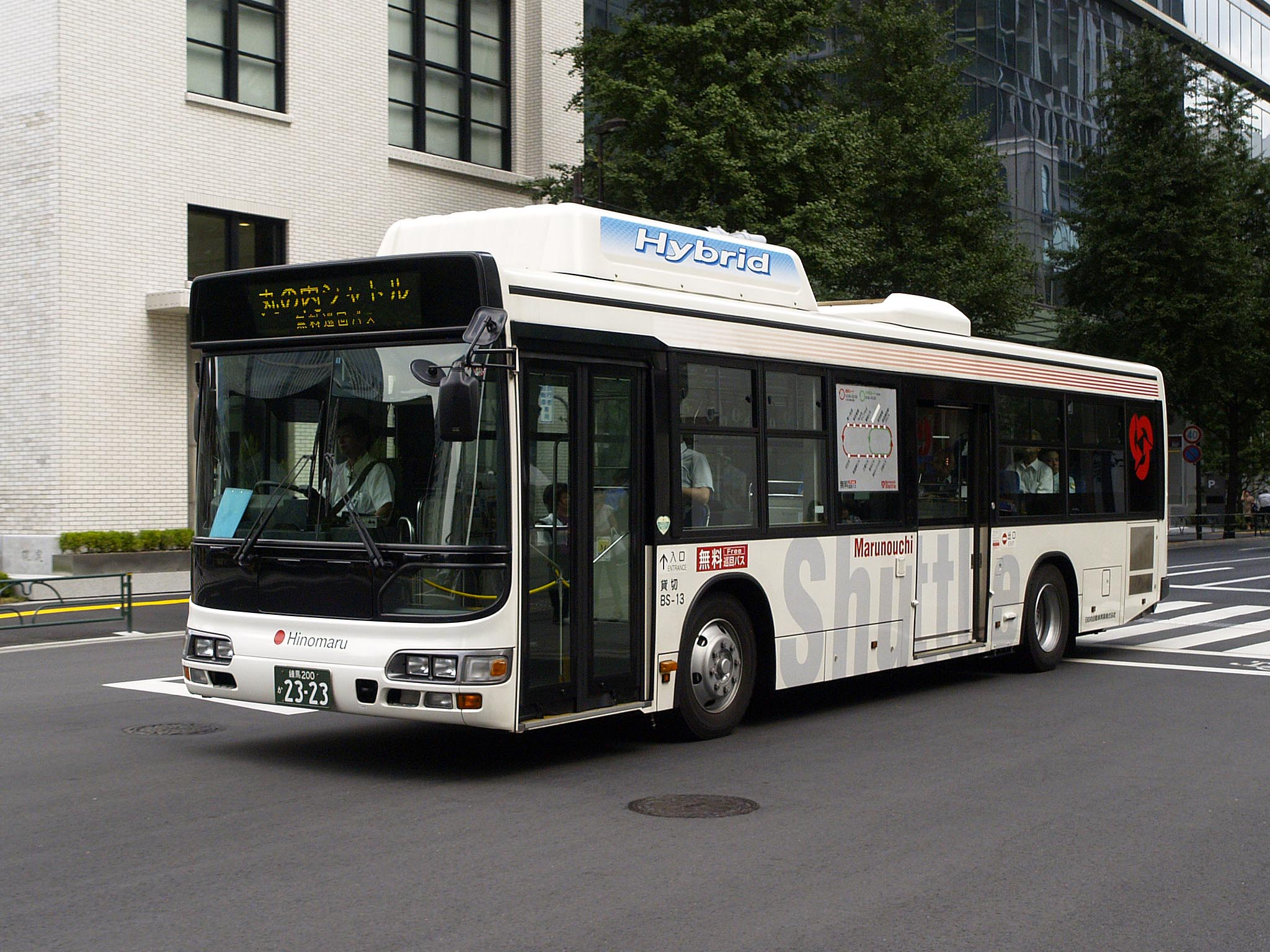
마루노우치 셔틀

마루노우치 셔틀(일본어: 丸の内シャトル)은 일본 마루노우치를 기점으로 유라쿠초와 오테마치를 순환하는 버스이다. 버스는 15~20분 간격으로 운행되며, 한번 순환하는데 걸리는 시간은 약 30분이다.